# يولي براند
يولي براند (مواليد 16 أكتوبر 2002) هي لاعبة كرة قدم ألمانية تلعب في مركز المدافع أو خط الوسط في نادي فولفسبورغ.

## روابط خارجية
- يولي براند على موقع الاتحاد الأوربي (الإنجليزية)
- يولي براند على موقع قاعدة بيانات كرة القدم.إي يو (الإنجليزية)
- يولي براند على موقع Soccerway.com (الإنجليزية)
- يولي براند على موقع عالم كرة القدم.نت (الإنجليزية)
- يولي براند على موقع اللجنة الأولمبية الدولية (الإنجليزية)